# NGC 2210
NGC 2210 est un amas ouvert situé dans la constellation de la Dorade. Cet amas est situé dans le Grand Nuage de Magellan,. Il a été découvert par l'astronome britannique John Herschel en 1835.
Des mesures donnent une distance de 45 ± 4 kpc (∼147 000 al). À cette distance, le diamètre de cet amas est d'environ 9,0 a.l.. 